# Emil Kaim (Sammler)
Emil Kaim (hebräisch אמיל חיים; * 1872 in Breslau; † 1951 in Zürich) war ein deutscher jüdischer Geschäftsmann und Kunstsammler in Schlesien.

## Leben
Kaim leitete in Breslau die Firma Kaim & Schlesinger, die er von seinem Vater übernommen hatte und die vor allem im Holzhandel aktiv war. Er baute in der Zeit vor dem Ersten Weltkrieg für seine Frau Sophie, geb. Glücksmann, und sich in der Kleinburgstraße (heute ulica Januszowicka) eine Villa, in der Künstler, Kunsthandwerker und Wissenschaftler der Stadt häufig zu Gast waren. Zuvor hatte er offenbar in der Hohenzollernstraße 72 gewohnt. Das Ehepaar Kaim unterstützte junge Künstler wie den Komponisten Edmund Nick. Auch der Schlesisches-Museums-Verein erhielt von Emil und Sophie Kaim finanzielle Hilfe. Das Ehepaar engagierte sich auch für die Einrichtung des Jüdischen Museums in Breslau.
Emil Kaim betrieb ein Sägewerk in Berlin und zusammen mit Albert Seligson seit 1921 auch das Elbsägewerk Schöna GmbH. In einem eigenen Haus in Schöna verbrachte das Ehepaar Kaim regelmäßig seine Ferien. Nachdem die Kaims als Juden des Ortes verwiesen worden waren, lobte der Bürgermeister das Sägewerk, das möglicherweise schon vorher in Konkurs gegangen war, zum Verkauf oder zur Verpachtung aus. Kaims Haus in Schöna kaufte ein Bäcker aus Heidenau.
Nach der Machtübernahme der Nationalsozialisten musste Kaim 1937 sein Geschäft in Breslau aufgeben, zwei Jahre später die Villa. Er zog zunächst mit seiner Frau in eine Wohnung in der Kurfürstenstraße (heute ulica Racławicka) und 1941 in das „Judenhaus“ in der Wallstraße 10 (heute ulica Włodkowica). Von dort aus wurde das Ehepaar im Juni 1943 in das Ghetto Theresienstadt deportiert. Das Paar überlebte das Ghetto und konnte im Januar 1945 mit einem Transport von etwa 1200 Juden in die Schweiz ausreisen. Der Transport war durch die Orthodox Rabin Union of the United States and Canada initiiert worden. Am 7. Februar wurden die meist älteren Insassen dieses Zuges in der Schweiz freigelassen. Emil Kaim verstarb einige Jahre später in der Schweiz. Eine Tochter namens Hulda war bereits 1945 im Alter von 37 Jahren verstorben.

## Sammlung Kaim
Die Bibliothek des Ehepaars Kaim umfasste etwa 1500 Bände, darunter Werke über Kunstgeschichte und Musikwissenschaften. Das Exlibris hatte Rose Eisner entworfen, die in der Kronprinzenstraße 10 in Breslau lebte. Ferner besaßen Sophie und Emil Kaim etliche wertvolle Bilder und Kunstgegenstände, die zum Schmuck ihrer Villa angeschafft worden waren. Darunter befanden sich Werke von Lovis Corinth, Anselm Feuerbach, Carl Spitzweg, Wilhelm Trübner und Charles Tooby (1863–1918).

## Verbleib der Sammlung
Die Bilder befanden sich bis 1940 in Emil Kaims Besitz und wurden dann von den Nationalsozialisten beschlagnahmt. Während einige Bilder ins Schlesische Museum der Bildenden Künste in Breslau überführt wurden, gingen die anderen in Privatbesitz über.

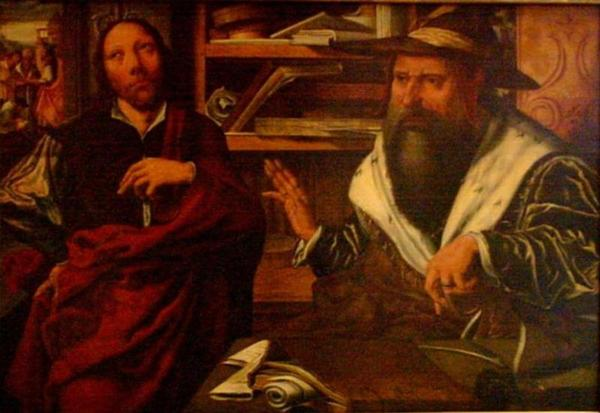
Marinus de Seeu, Berufung des heiligen Matthäus

Das Bild Berufung des heiligen Matthäus dürfte um 1530 gemalt worden sein. Seine Besitzverhältnisse vor der Zeit in Kaims Sammlung sind unbekannt. Es gelangte 1942 ins Schlesische Museum der Bildenden Künste. Zunächst einem unbekannten niederländischen Künstler zugeschrieben, wurde es später Marinus de Seeu oder einem seiner Nachahmer zugeschrieben. Das Bild wurde nach Kamenz überführt und gelangte von dort aus 1946 nach Warschau ins Nationalmuseum. Dort wurde es einem anderen Maler zugeordnet, ehe Marinus de Seeu als Schöpfer des Bildes angenommen wurde.
Eine möglicherweise von Carl Spitzweg stammende dunkle Landschaft ging 1941 an Professor Neubert in Breslau.

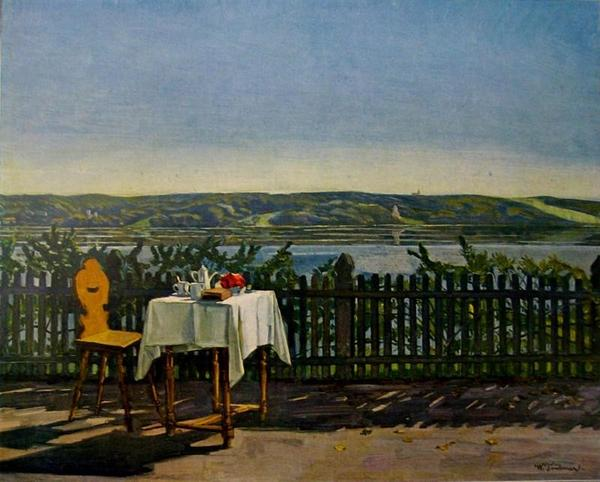
Wilhelm Trübner, Kaffeetisch am Starnberger See

Trübners Kaffeetisch am Starnberger See aus dem Jahr 1909 wurde 1910 auf der Ausstellung der Berliner Sezession und 1911 in einer Ausstellung, in der Kunstwerke aus Breslauer Privatsammlungen zu sehen waren, gezeigt. Damals befand es sich schon im Besitz Kaims. 1941 wurde das Ölgemälde an Erich Wiese (1891–1979) verkauft. Das weitere Schicksal des Gemäldes ist unbekannt. Das Bild wurde mitunter mit einer anderen Version des Gemäldes, die seit 1910 in der Staatlichen Kunsthalle Karlsruhe hing, verwechselt.
Der Bärtige Mann mit Helm und Harnisch, der ebenfalls von Trübner stammte, befand sich kurzzeitig im Schlesischen Museum der Bildenden Künste und wurde schon 1942 an Hildebrand Gurlitt in Hamburg weiterverkauft. Es befindet sich heute in Privatbesitz.

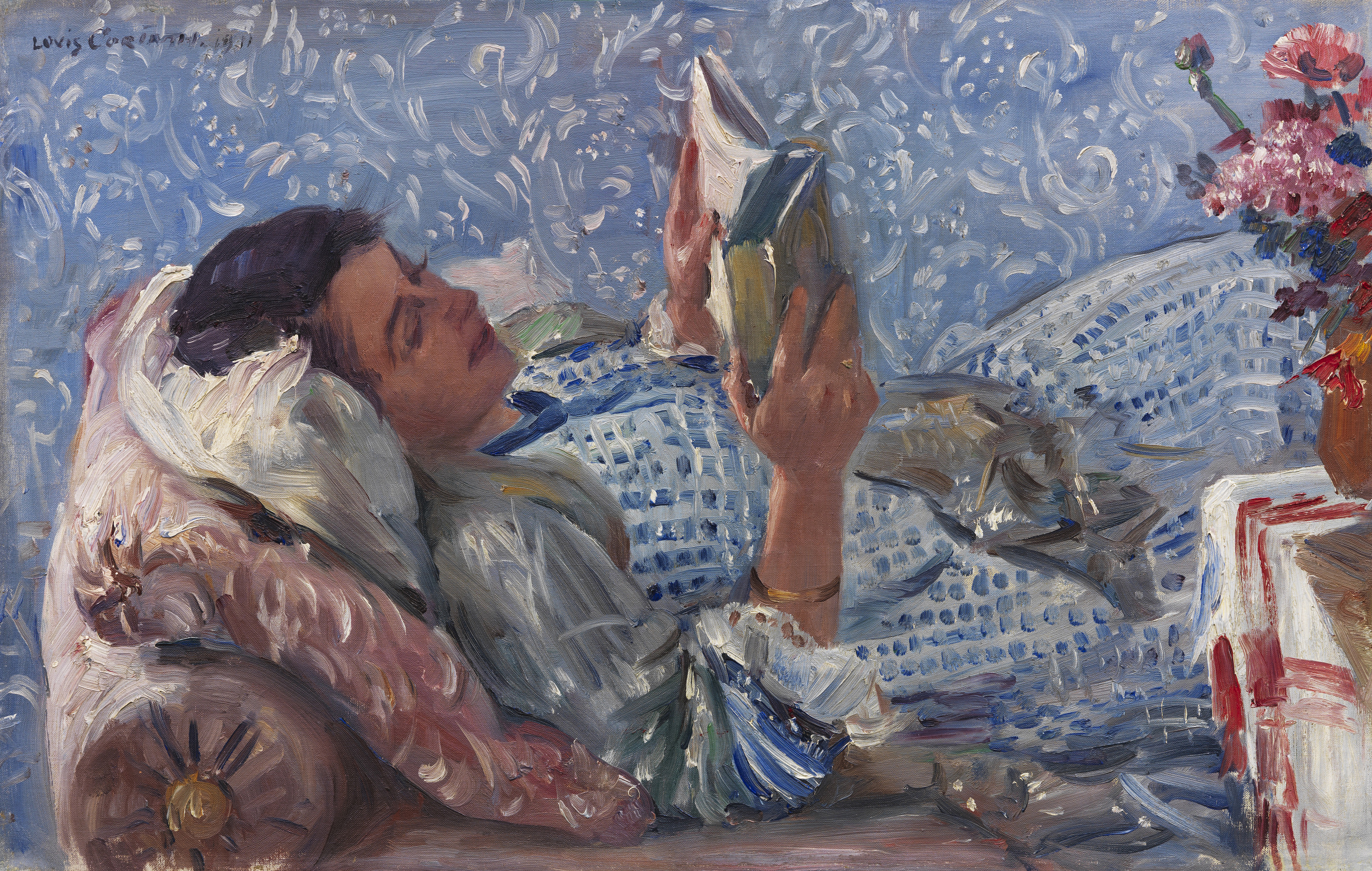
Lovis Corinth, Die Lesende, 1911

Lovis Corinths Die Lesende (Öl auf Leinwand, 50 × 70 cm) zeigt die auf dem Rücken liegende Ehefrau des Künstlers, die in ein Buch vertieft ist. Das Gemälde befand sich ab 1942 im Schlesischen Museum der Bildenden Künste und galt in der Nachkriegszeit als verschollen. 2022 wurde das Bild beim Auktionshaus Ketterer in München für € 562.500 versteigert. Das Auktionshaus teilte mit, dass das Werk 1944 an die "Deutsche Treuhandstelle für beschlagnahmte jüdische, polnische und andere Vermögen im Generalgouvernement" übergegangen war und versteigert wurde. Es fand sich im Kunsthandel wieder und war seit Ende der 1950er Jahre in einer Privatsammlung. Nach gütlicher Einigung der Privatbesitzer mit den Erben von Emil und Sophie Kaim im Jahr 2022 konnte das Werk versteigert werden.